# Georges Courteline
Georges Victor Marcel Moineau, dit Georges Courteline, né le 25 juin 1858 à Tours et mort le 25 juin 1929 à Paris 13e, est un romancier et dramaturge français.

## Biographie

### Origines
Georges Courteline est le fils de l'écrivain et auteur de théâtre Joseph Désiré Moineau, connu sous le nom de plume de Jules Moinaux, et de Victorine Françoise Perruchot.
Georges Courteline, né à Tours en 1858, est d'abord élevé dans cette ville par ses grands-parents, avant que ses parents ne le fassent venir à Paris à l'âge de 5 ans. Tous les étés, la famille s'installe dans une villa à Montmartre, rue de la Fontenelle puis rue du Chevalier-de-La-Barre. C'est là que se rendent en visite toutes les célébrités du théâtre du Second Empire et Courteline en garde toute sa vie un souvenir impérissable.
Après ses études au collège de Meaux, il fait son service militaire à Bar-le-Duc en 1879 au 13e régiment de chasseurs à cheval, qui lui inspire quelques-unes de ses satires. En 1880, il entre comme expéditionnaire au ministère de l'Intérieur, à la Direction générale des cultes, et se met à écrire sous le pseudonyme de Courteline pour ne pas être confondu avec son père, Jules Moinaux. Dans ses écrits, il dépeint notamment des fonctionnaires grisés par leur statut, des employés revendicatifs. Son directeur est Charles Dumay, un anticlérical convaincu qui a des velléités d'auteur dramatique et dont la nomination désespère le clergé. Courteline le fait bénéficier de ses relations dans la presse pour que celle-ci loue le directeur qui s'emploie à mener la vie dure à ses administrés religieux ; en échange, Dumay lui permet d'être peu assidu à son poste d'expéditionnaire et de se consacrer à l'écriture.

### Carrière
En 1881, il crée avec Jacques Madeleine et Georges Millet une revue Paris Moderne dans laquelle ils publièrent jusqu'en 1883 quelques poèmes et textes en prose.
Courteline s'installe au 89 de la rue Lepic dans une villa qu'il habite entre 1890 et 1903. Sa compagne, l'actrice Suzanne Berty (13 novembre 1868 - 6 mai 1902), lui donne deux enfants : Lucile-Yvonne Moineau, née en 1893, et André Moineau, né en 1895 et qui consacrera sa vie au théâtre comme acteur et décorateur, sous le nom de Moineau-Courteline. Le 26 mars 1902, il épouse Suzanne, atteinte d'une tuberculose mortelle, et légitime ainsi ses deux enfants. Après le décès de sa première femme, il rencontre l'actrice Marie-Jeanne Brécou (1869-1967). Il quitte Montmartre pour s'installer de 1907 à 1923 au no 43, avenue de Saint-Mandé, non loin du domicile de sa mère mourante. Il épouse Marie-Jeanne le 2 décembre 1907.

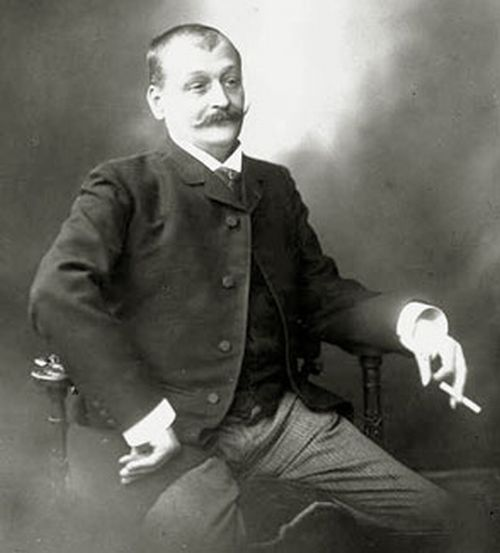
Georges Courteline vers 1900.

De 1888 à 1893, Georges Courteline fréquente très régulièrement L'Auberge du Clou, située avenue Trudaine. C'est là qu'il crée le conomètre ou idiomètre, un tube de verre gradué de 10 à 50 rempli d'alcool coloré en rouge et communiquant par un long tuyau en caoutchouc avec le sous-sol. Selon un langage convenu avec Courteline, un compère soufflait plus ou moins fort pour faire monter l'alcool dans le tube. De la sorte chacun, en prenant en main le tube, pouvait connaître son degré de stupidité. Le patron, qui n'était pas au courant de cette supercherie, dut lui aussi passer l'épreuve et fit monter l'alcool au maximum. Une réplique de son invention trônait encore au début du XXIe siècle dans le restaurant, qui a fermé ses portes en 2020. En 1896, Courteline est, avec Paul Delmet, Millanvoye et Albert Michaut un des quatre fondateurs de la goguette du Cornet.
Il arrête d'écrire en 1912, gérant les droits que lui rapportent son œuvre théâtrale. Il édite La Philosophie de Courteline en 1917. André Antoine lui demande d’écrire pour son Théâtre-Libre. La Paix chez soi et Boubouroche entrent au répertoire de la Comédie-Française en 1903 et 1910. Ses pièces sont adaptées au cinéma. Le 24 juin 1926, il reçoit un grand prix de l'Académie française et est élu à l'Académie Goncourt le 24 novembre 1926.

### Fin de vie et mort

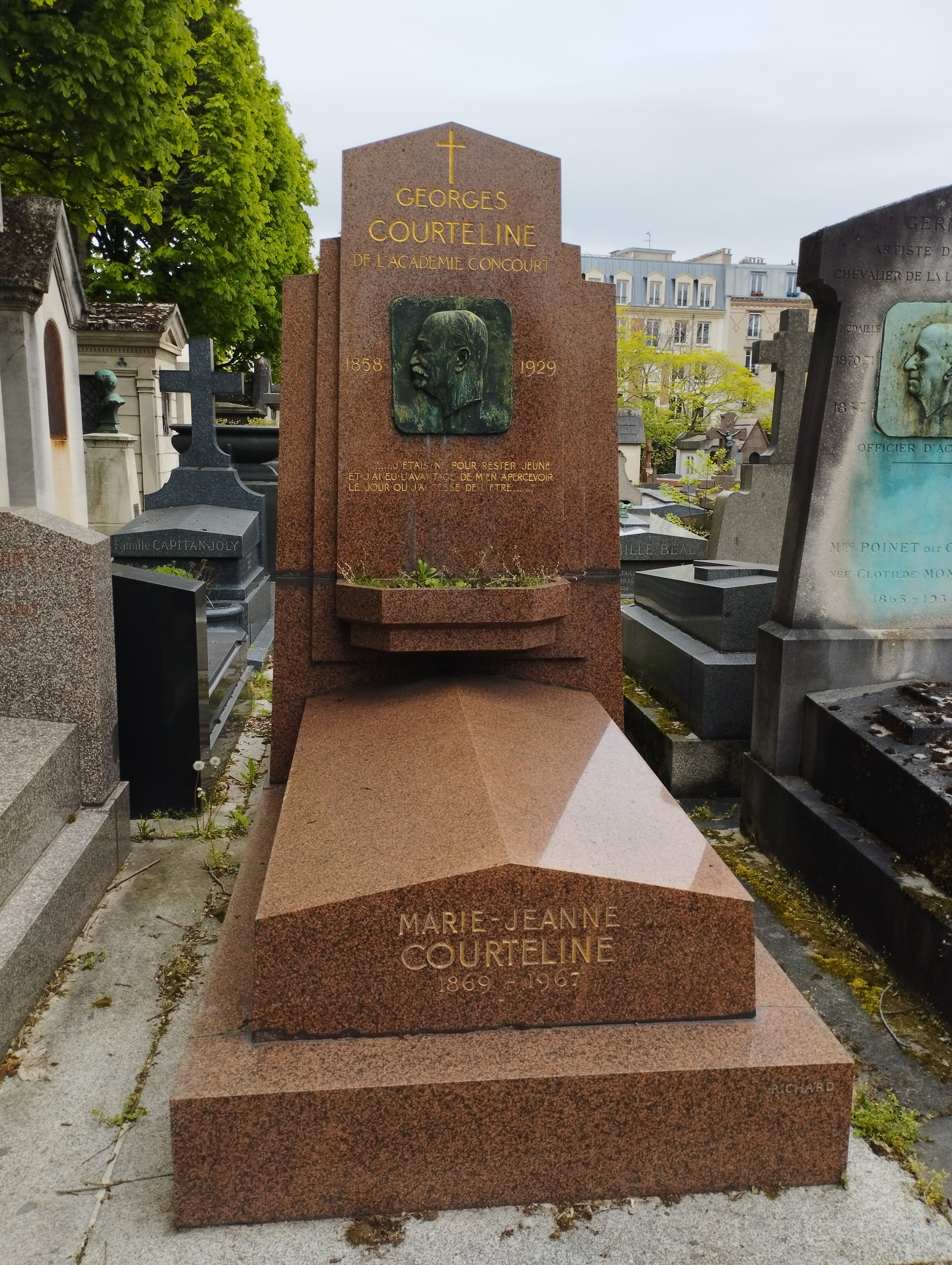
Tombe de Georges Courteline au cimetière du Père-Lachaise (division 89).

En 1924, une inflammation de l'orteil occasionne une opération chirurgicale compliquée par le diabète. La gangrène sèche gagne rapidement la jambe droite et il subit une amputation le 5 janvier 1925. De 1925 à 1927, il corrige et annote ses Œuvres complètes. Sa santé ne cesse de décliner et il doit subir l'amputation de la jambe gauche le 23 juin 1929, le faisant sombrer dans un coma fatal.
Il meurt le 25 juin 1929 au 11 rue de la Santé, Paris 13e, à l'âge de 71 ans. Il est inhumé en plein cœur de la 89e division du cimetière du Père-Lachaise, situé dans la même ville. Sur la stèle de sa tombe est inscrite cette épitaphe : « J'étais né pour rester jeune et j'ai eu l'avantage de m'en apercevoir le jour où j'ai cessé de l'être ».

## Le pseudonyme «Courteline»
On lit parfois que Georges Moineau a choisi le pseudonyme « Courteline » car c'était le nom du moineau dans le Roman de Renart ; ce ne peut être la bonne raison, car le moineau du Roman de Renart ne s'appelle pas Courteline mais Drouin ou Drouineau. Il semble qu'il ait opté pour Courteline « parce que cela sonnait bien. Ainsi, un musicien assemble des sons au caprice de son inspiration ».
Georges Courteline est passé dans le langage courant à travers un adjectif qualificatif : Le mot courtelinesque qui désigne des personnages ou des situations de la vie réelle (et en particulier les absurdités bureaucratiques et administratives à rapprocher de son célèbre Messieurs les Ronds de cuir) qui pourraient être des incarnations dans la vie réelle de ses personnages ou des situations absurdes que ses livres évoquent.
Cet adjectif qui véhicule une notion comique a toutefois un sens moins sinistre que "orwellien" ou "kafkaïen", qui renvoient à des personnages et des situations dystopiques et angoissantes.

## Œuvres

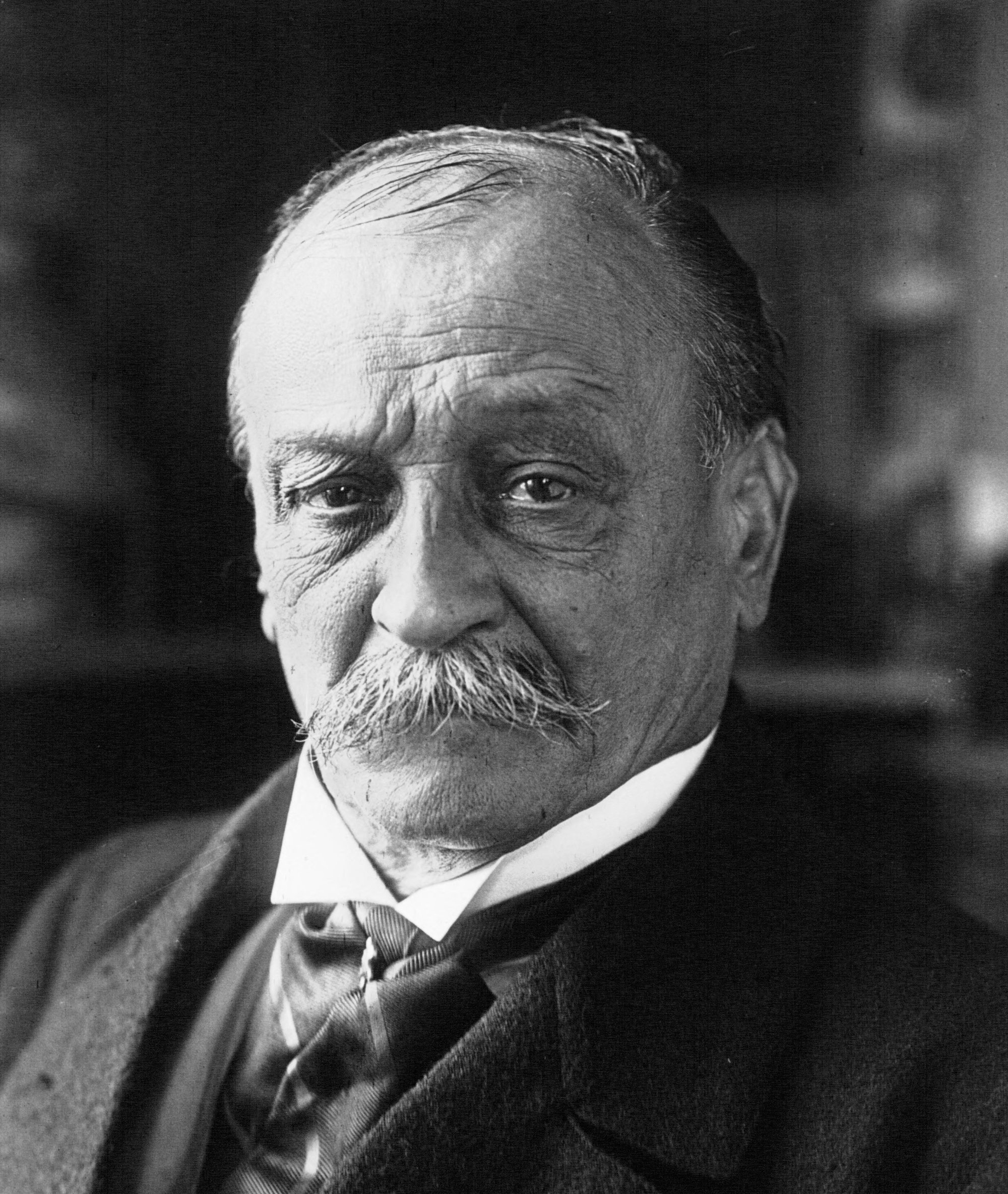
Georges Courteline vers 1921.

- Les Gaietés de l'escadron, Librairie Marpon et Flammarion, 1886
- Le 51e Chasseurs, Librairie Marpon et Flammarion, 1887
- Les Femmes d'amis, Librairie Marpon et Flammarion, 1888
- Le Train de 8 heures 47, Librairie Marpon et Flammarion, 1888
- Madelon, Margot et Cie, Librairie Marpon et Flammarion, 1890
- Potiron, Librairie Marpon et Flammarion, 1890
- Lidoire, Librairie Marpon et Flammarion, 1891
- Messieurs les ronds-de-cuir, Librairie Marpon et Flammarion (collection Les auteurs gais), 1893
- Boubouroche, Librairie Marpon et Flammarion, 1893
- Ah ! Jeunesse !, Librairie Ernest Flammarion (collection Les auteurs gais), 1894
- Ombres Parisiennes, Ernest Flammarion, 1894
- La Peur des coups, G. Charpentier & E. Fasquelle, 1895
- La Cinquantaine, 1895
- La vie de caserne, Émile Testard éditeur, 1895
- Un client sérieux, Ernest Flammarion, 1896
- Hortense, couche-toi !, 1897
- Monsieur Badin, 1897
- L'Extra-Lucide, 1897
- Une lettre chargée, 1897
- Théodore cherche des allumettes, 1897
- La Voiture versée, 1897
- Gros Chagrins, 1897
- Les Boulingrin, P.-V. Stock, 1898
- Le gendarme est sans pitié, Ernest Flammarion, 1899 [écrit avec Édouard Norès]
- Le commissaire est bon enfant, 1900
- L'Article 330[19], 1900
- Les Marionnettes de la vie, Ernest Flammarion, 1900
- Sigismond (théâtre), fantaisie en un acte, 1901
- Les Balances, Ernest Flammarion, 1901
- La Paix chez soi, 1903
- L'Illustre Piégelé, 1904
- L'Ami des Lois, 1904
- Facéties de Jean de La Butte, 1904
- Les tire-au-cul : les gaîtés de l'escadron, 1904
- Coco, Coco et Toto, 1905
- La Conversion d'Alceste, "Chez l'autheur" et Ernest Flammarion, 1905
- L'Honneur des Brossarbourg, 1905
- Le Petit Malade, 1905
- Le père Machin-Chouette : les gaîtés de l'escadron, 1905
- Les Fourneaux, 1905
- La Cruche, 1909 (en collaboration avec Pierre Wolff)
- Un visiteur sans gêne,1911
- Les Linottes, avec illustrations de Charles Roussel, Librairie Ernest Flammarion, 1912
- Le Gora, 1920
- Le Droit aux étrennes
- Godefroy, pièce en un acte avec une musique de Claude Terrasse[20]
- La Philosophie de Georges Courteline (1917 - 1922, relu, corrigé et augmenté)

## Hommages
- Commandeur de la Légion d'honneur (par décret du 31 juillet 1921 et décoré le 9 décembre 1921 par l'écrivain Pierre Wolff ; nommé chevalier de la Légion d'honneur par décret du 20 janvier 1899 et décoré par le poète Léon Dierx le 17 février 1899 ; promu officier de la Légion d'honneur par décret du 25 janvier 1912 et décoré par le général Victor Meunier le 15 février 1912)[21].

En 1930, dans le 12e arrondissement de Paris, une avenue Courteline a été nommée d'après l'écrivain ainsi qu'un collège. Il existe aussi dans ce même arrondissement un square Courteline, où se trouve un buste de l'écrivain.
La station de métro Picpus situé dans le 12e arrondissement de Paris porte en sous-titre le nom de Courteline.
À Tours, sa ville natale, une rue porte son nom car il a vécu au no 49 de cette rue comme l'atteste une plaque posée sur la façade de la maison.
L'un des bâtiments du lycée Henri Moissan de Meaux, où il étudia, porte son nom.
À Villeurbanne, une rue porte aussi son nom.
À Colombes, une avenue porte aussi son nom.

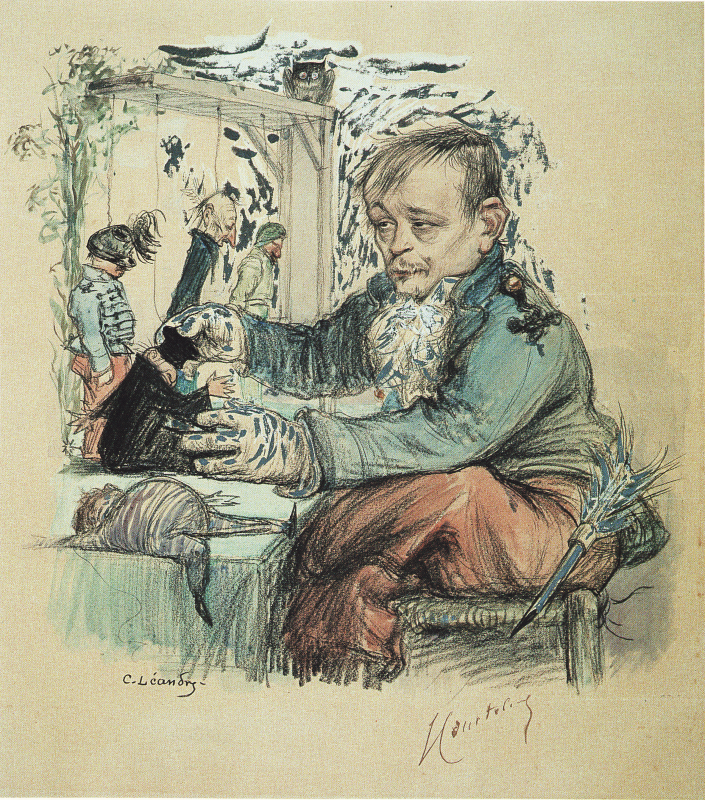
Courteline s'amusant avec son théâtre de marionnettes, par Charles Léandre.
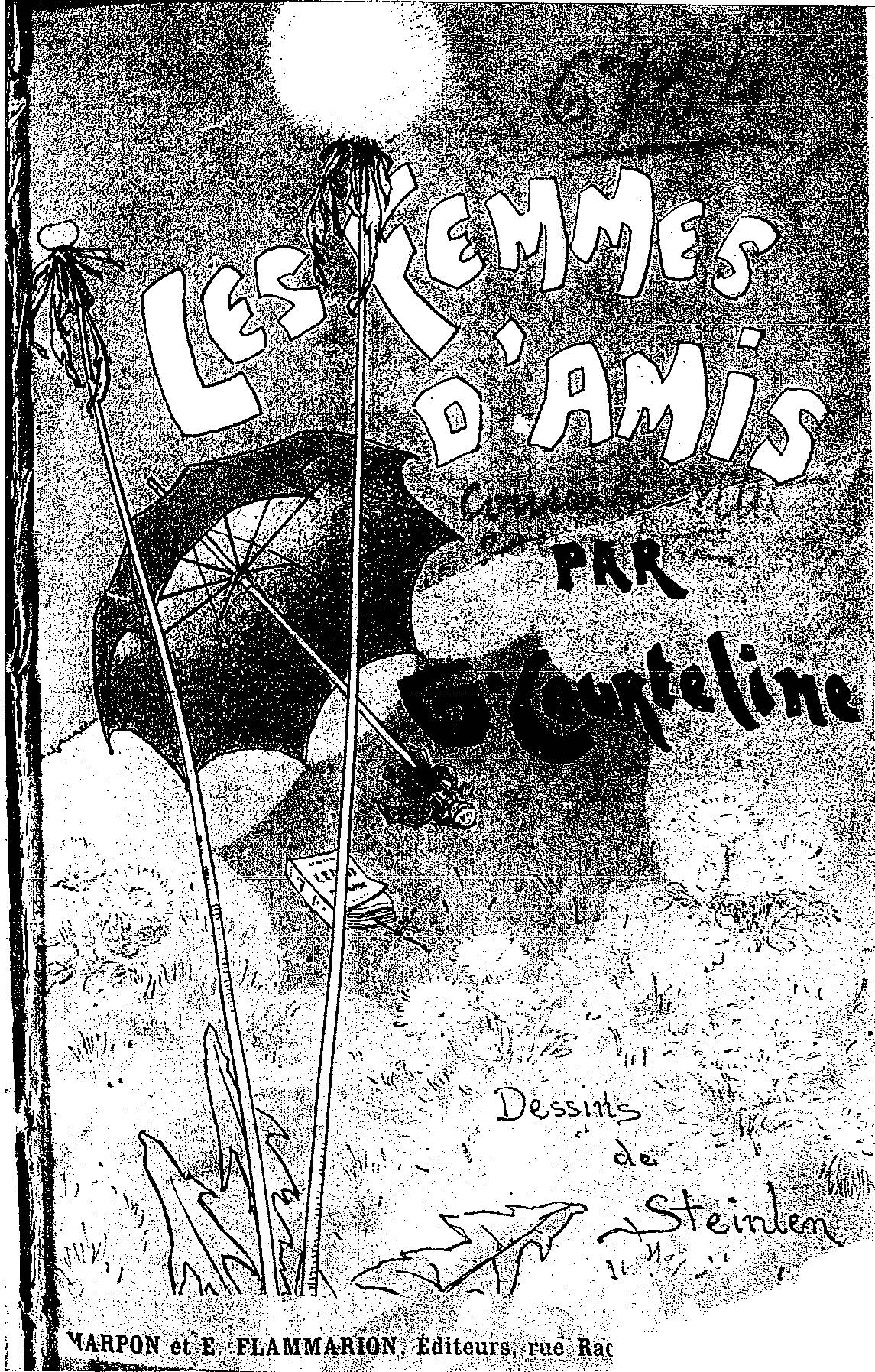
Illustration de Steinlen pour Les Femmes d'amis.
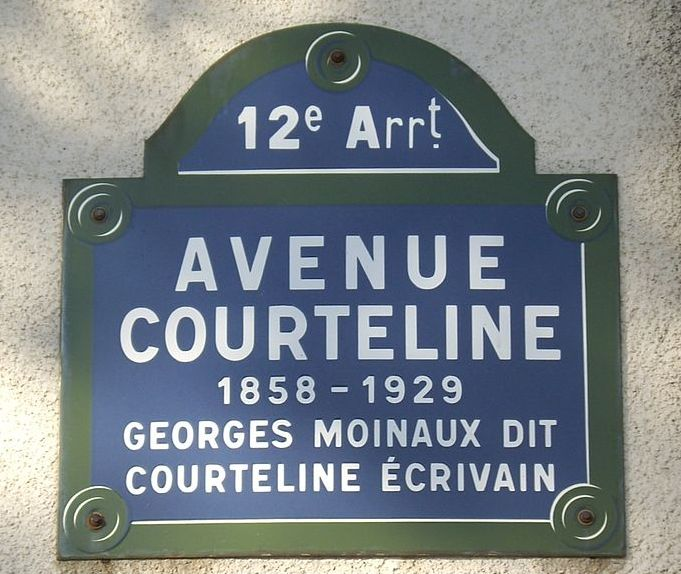
La plaque de rue de l’avenue Courteline à Paris.

Il existe aussi un prix Courteline qui est un prix d’humour cinématographique.
Courteline est un des personnages d'Edmond pièce de théâtre d'Alexis Michalik.

### Notices
- Notices d'autorité :   - VIAF
  - ISNI
  - BnF (données)
  - IdRef
  - LCCN
  - GND
  - Italie
  - Japon
  - CiNii
  - Espagne
  - Belgique
  - Pays-Bas
  - Pologne
  - Israël
  - NUKAT
  - Catalogne
  - Suède
  - Vatican
  - WorldCat
- Notices dans des dictionnaires ou encyclopédies généralistes :   - Britannica
  - Brockhaus
  - Den Store Danske Encyklopædi
  - Deutsche Biographie
  - Enciclopedia De Agostini
  - Enciclopédia Itaú Cultural
  - Gran Enciclopèdia Catalana
  - Hrvatska Enciklopedija
  - Internetowa encyklopedia PWN
  - Nationalencyklopedin
  - Proleksis enciklopedija
  - Store norske leksikon
  - Treccani
  - Universalis
- Ressources relatives au spectacle :   - Archives suisses des arts de la scène
  - Les Archives du spectacle
  - Internet Broadway Database
  - TheatreOnline
- Ressources relatives à la musique :   - International Music Score Library Project
  - Carnegie Hall
  - Discogs
  - Répertoire international des sources musicales
- Ressources relatives à la littérature :   - Académie française (lauréats)
  - Internet Speculative Fiction Database
  - NooSFere
- Ressources relatives aux beaux-arts :   - AGORHA
  - National Gallery of Art
- Ressource relative à la vie publique :   - base Léonore
- Ressource relative à la recherche :   - Isidore
- Ressource relative à l'audiovisuel :   - IMDb